# Laranja da Terra (ort)
Laranja da Terra är en ort i Brasilien.   Den ligger i kommunen Laranja da Terra och delstaten Espírito Santo, i den sydöstra delen av landet, 900 km sydost om huvudstaden Brasília. Laranja da Terra ligger 199 meter över havet och antalet invånare är 3 016.
Terrängen runt Laranja da Terra är huvudsakligen lite kuperad. Laranja da Terra ligger nere i en dal. Runt Laranja da Terra är det ganska glesbefolkat, med 23 invånare per kvadratkilometer.. Närmaste större samhälle är Itarana, 19,1 km öster om Laranja da Terra.
Omgivningarna runt Laranja da Terra är huvudsakligen savann.